# قوس راحية عميقة
قوس راحية عميقة (بالإنجليزية: Deep palmar arch)‏ هو شريان يتفرعُ من شريان كعبري، والفرع الراحي الغائر للشريان الزندي.

## فروعه
يخرجُ منه فرع الشرايين السنعية الراحيَّة.